# Luis Haneine
Luis Haneine ist ein ehemaliger mexikanischer Fußballspieler auf der Position eines Verteidigers, der 1970 vom Club América verpflichtet worden war. Mit den Americanistas gewann er 1971 die mexikanische Fußballmeisterschaft und drei Jahre später auch den mexikanischen Pokalwettbewerb.
Außerdem spielte Haneine auf Amateurbasis für eine Mannschaft namens Deportivo Asturiano in der Liga Española de Fútbol de México sowie als Profi neben América auch für den CD Irapuato.

## Erfolge
- Mexikanischer Meister: 1970/71
- Mexikanischer Pokalsieger: 1973/74